# (8209) Toscanelli
(8209) Toscanelli  es un asteroide perteneciente al cinturón de asteroides, descubierto el 28 de febrero de 1995 por Piero Sicoli y Pierangelo Ghezzi desde el Observatorio Astronómico Sormano, en Italia.

## Designación y nombre
Toscanelli se designó inicialmente como 1995 DM2.
Más adelante fue nombrado en honor al cosmógrafo italiano Paolo dal Pozzo Toscanelli (1397-1482).

## Características orbitales
Toscanelli orbita a una distancia media del Sol de 2,6083 ua, pudiendo acercarse hasta 2,1796 ua y alejarse hasta 3,0369 ua. Tiene una excentricidad de 0,1643 y una inclinación orbital de 10,0122° grados. Emplea en completar una órbita alrededor del Sol 1538 días.

## Características físicas
Su magnitud absoluta es 13,4. El valor de su periodo de rotación es de 3,618 h.